# Breckenridge (Colorado)
Breckenridge is een plaats (town) in de Amerikaanse staat Colorado, en valt bestuurlijk gezien onder Summit County.

## Demografie
Bij de volkstelling in 2000 werd het aantal inwoners vastgesteld op 2408.
In 2006 is het aantal inwoners door het United States Census Bureau geschat op 2768, een stijging van 360 (15,0%).

## Geografie
Volgens het United States Census Bureau beslaat de plaats een oppervlakte van
12,8 km², geheel bestaande uit land. Breckenridge ligt op ongeveer 3161 m boven zeeniveau.

## Plaatsen in de nabije omgeving
De onderstaande figuur toont nabijgelegen plaatsen in een straal van 24 km rond Breckenridge.